# 이종호 (희극인)
이종호(1982년 5월 17일 ~ )은 대한민국의 희극 배우이다.

## 출연작

### 방송
- 웃찾사 (SBS)
- 개그야 (MBC)
- 갤럭시 프로젝트 (EBS1)